# Los Palacios y Villafranca
Los Palacios y Villafranca é um município da Espanha na província de Sevilha, comunidade autónoma da Andaluzia, de área 114 km² com população de 36367 habitantes (2008) e densidade populacional de 310,36 hab/km².

## Demografia
| Variação demográfica do município entre 1991 e 2004 | Variação demográfica do município entre 1991 e 2004 | Variação demográfica do município entre 1991 e 2004 | Variação demográfica do município entre 1991 e 2004 |
| --------------------------------------------------- | --------------------------------------------------- | --------------------------------------------------- | --------------------------------------------------- |
| 1991                                                | 1996                                                | 2001                                                | 2004                                                |
| 29522                                               | 31718                                               | 33045                                               | 34105                                               |